# World Cup 98
World Cup 98 è un videogioco di calcio creato dalla Electronic Arts nel 1998 per Computer, PlayStation, Nintendo 64 e Game Boy. È dedicato al Campionato mondiale di calcio 1998.

## Modalità di gioco
La caratteristica principale di World Cup 98 è il torneo della coppa del mondo, dove il giocatore può utilizzare le squadre della fase finale o gruppi composti da una selezione casuale delle squadre incluse. Ogni incontro si svolge nel luogo in cui è stato disputato durante il vero torneo.
Il gioco è stato in realtà pubblicato prima della reale Coppa del Mondo, e di conseguenza la CPU delle squadre non è basata sui risultati del torneo. Al termine della modalità World Cup, delle didascalie mostrano il vincitore della Scarpa d'oro e della FIFA Fair Play Award.
È anche possibile giocare partite amichevoli tra una delle squadre incluse nella modalità, e al termine di essa il giocatore potrà scegliere se concludere la sfida con un pareggio, proseguire nei tempi supplementari con la regola del Golden goal o partecipare ai rigori.
Proprio come in FIFA: Road to World Cup 98, le squadre nazionali possono essere personalizzate in modo da riflettere i giocatori del torneo reale.

## Squadre
Il gioco dispone di ogni squadra qualificata per il Campionato mondiale di calcio 1998, insieme ad altre otto non qualificate.

## Colonna sonora
Il tema principale del gioco è Tubthumping, della band britannica Chumbawamba.
Gli altri brani presenti nel gioco sono:
- Boymerang – Soul Beat Runna
- Fluke – Absurd
- The Wizard Of Oh –  Terminal Intensity

## Telecronaca
Nell'edizione britannica del gioco è presente la telecronaca di John Motson e Chris Waddle, mentre le partite vengono introdotte dalla voce di Des Lynam e Gary Lineker, la versione italiana è commentata da Giacomo Bulgarelli e Massimo Caputi.

## Accoglienza
World Cup 98 ha ricevuto valutazioni positive, ed ebbe un enorme successo commerciale nel Regno Unito. La rivista PC Guide lo definì come «il miglior gioco di calcio di tutti i tempi». MobyGames e GameSpot diedero rispettivamente un 3,9/5 e un 8,8/10.